# Mount Laussedat
Mount Laussedat är ett berg i Kanada.   Det ligger i provinsen British Columbia, i den centrala delen av landet, 3 100 km väster om huvudstaden Ottawa. Toppen på Mount Laussedat är 2 565 meter över havet.
Terrängen runt Mount Laussedat är huvudsakligen bergig. Trakten runt Mount Laussedat är nära nog obefolkad, med mindre än två invånare per kvadratkilometer.. Det finns inga samhällen i närheten. 
Trakten runt Mount Laussedat består i huvudsak av gräsmarker.